# Thamnobryum alopecurum
Thamnobryum alopecurum là một loài Rêu trong họ Neckeraceae. Loài này được (Hedw.) Nieuwl. ex Gangulee miêu tả khoa học đầu tiên năm 1976.

## Hình ảnh

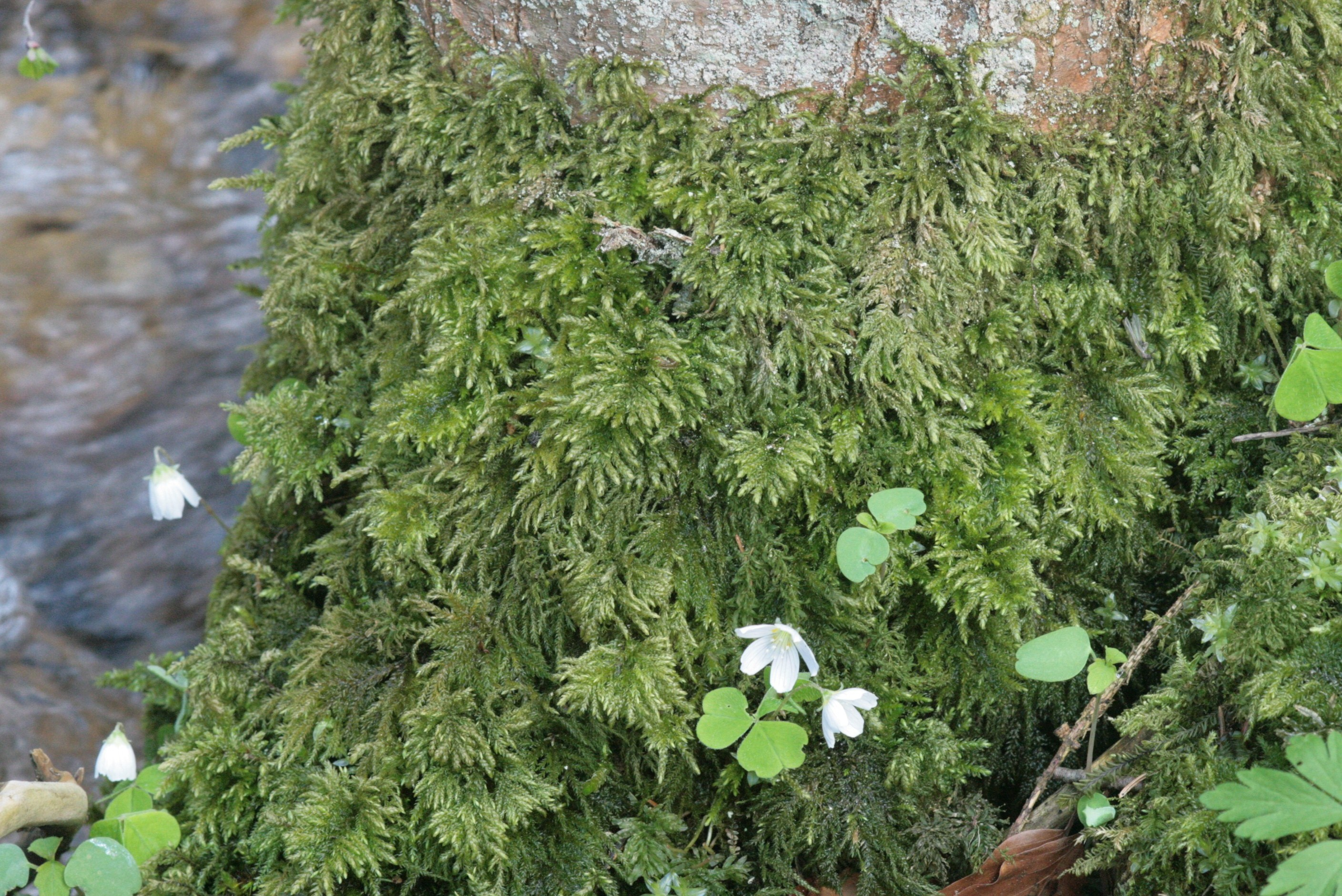
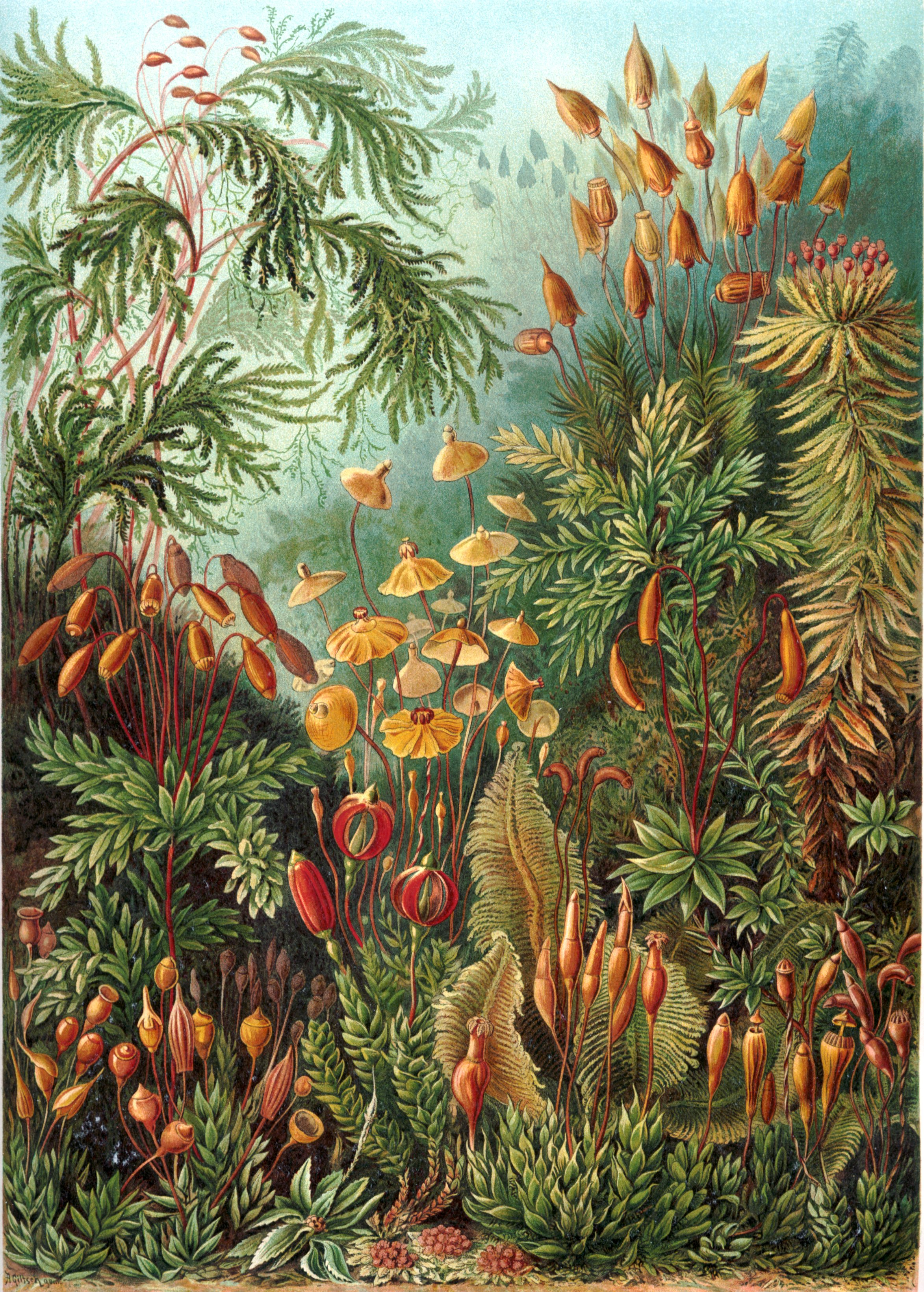
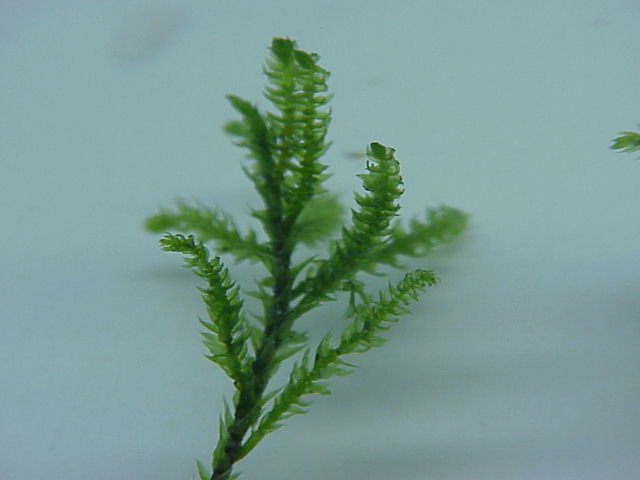
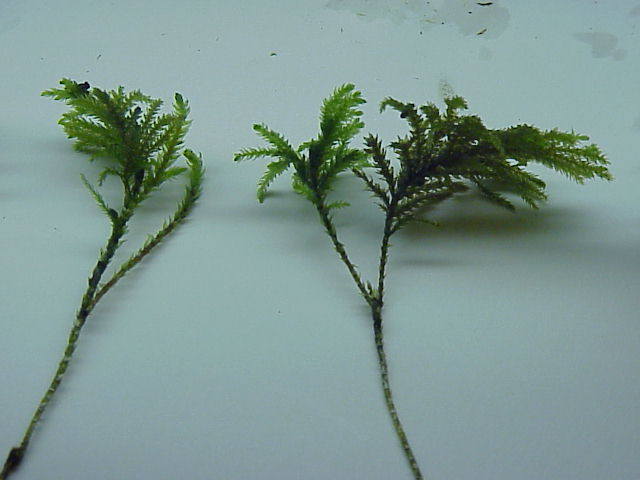